# Mykhailo Kouchnerenko
 (février 2022).
Mykhailo Mykhailovytch Kouchnerenko (en ukrainien : Михайло Кушнеренко ; né le 18 août 1938 et mort le 2 avril 2021) est un homme politique ukrainien. Il est gouverneur de l'oblast de Kherson de 1997 à 1998, membre du Soviet suprême de l'Union soviétique et du Soviet suprême de la République socialiste soviétique d'Ukraine de 1989 à 1991. Il a également siégé au Comité central du Parti Communiste de l'URSS de 1989 à 1991.
Il décède des complications de la COVID-19 lors de la pandémie de Covid-19 en Ukraine.